# モパン語
モパン語（モパンご、Mopan、Mopán）は、ベリーズ南部およびグアテマラのペテン県東部に住むモパン族の言語。マヤ語族のユカテコ語群に属し、ユカテコ語と近い関係にあるが、地理的には離れている。
UNESCOの危機に瀕する言語の分類ではベリーズとグアテマラのモパン語をともに「重大な危険」にある言語としている。

## 概要
モパンとはコンゴウインコを意味する「モ」とオオハシを意味する「パン」からなり、ペテン県南部一帯の地名だった。グアテマラではペテン県のドローレス (Dolores, El Petén) 、サン・ルイス (San Luis, El Petén) 、ポプトゥン (Poptún) 、およびメルチョル・デ・メンコスの一部で話されているが、スペイン語の圧力とケクチ語への同化によって話者人口が減りつつある。リチャーズの推定によるとグアテマラの2001年の話者数は468人である。ベリーズでは南部のトレド郡、スタンクリーク郡、カヨ郡に分布し、2000年の国勢調査では話者数は8980人だった。

## 音声
ユカテコ語群の子音体系はどれも基本的に同じである。
ユカテコ語群は両唇破裂音に3項対立(p pʼ bʼ)があるが、モパン語ではさらに歯茎音でも3項対立(t tʼ dʼ)がある。tʼは放出音で、dʼは入破音[ɗ]である。dʼはスペイン語からの借用語に表れる。
ユカテコ語には5つの短母音a e i o uと対応する5つの長母音aa ee ii oo uuがあるが、モパン語・イツァ語・ラカンドン語では短い中舌狭母音 ä [ɨ] が加わって11母音の体系になっている。歴史的には原ユカテコ語の長母音はモパン語では短母音になり、もとの短いaはäに変化した。長母音は原ユカテコ語の*Vhから新たに生じた。長い ää が現れることはまれで、主に擬態語に現れる。ユカテコ語と異なり声調はない。
強勢は一般的に語根の最初または2番目の音節に置かれる。

## 文法
モパン語は他のマヤ語族の言語と同じく能格言語で、人称接辞にA型（能格）とB型（絶対格）の区別がある。ユカテコ語群のほかの言語と同様に相を条件とする分裂能格現象が見られるが、ユカテコ語ではすべての自動詞の主語が完全相でB型、不完全相でA型の接辞によって標示されるのに対し、モパン語で同様の分裂が起きるのは状態的(非行為者的、non-agentive)な自動詞のみであり、活動を表す(行為者的、agentive)自動詞の主語は常にA型の接辞で標示される。また、活動を表す自動詞においては相は接辞ではなく他の動詞や助動詞によって表される必要がある（jobʼ「終わる」、uch「起きる」で完全相を、tan（継続の副詞）で不完全相を表す）。
人称代名詞は間接目的語とそれ以外で異なる形をもつ。
動詞の相を表す接辞はユカテコ語群の他の言語と大きく異なっている。他の言語では不完全相を接頭辞k-で、他動詞の完全相をt-で表すが、モパン語では不完全相をwalakで表し、完全相はゼロになる。
基本的な語順はVOS型である。しかし焦点化された要素を動詞の前に置くことができる。

## 関連文献
- Hofling, Charles A. (2011). Mopan Maya-Spanish-English Dictionary. University of Utah Press. ISBN 9781607810292